# Olivier Chauzu
Olivier Chauzu es un pianista franco-español. 

## Trayectoria
Ha grabado la suite Iberia de Isaac Albéniz en el 2006 (Diapason d'or de enero de 2007), la obra integral para piano de Paul Dukas, un recital Schumann, así como creaciones de música contemporánea. Actúa en los países de Europa, Canadá, México y Asia.
Discípulo de Gabriel Tacchino, Gyorgy Sebok, Jean-Claude Pennetier, estudió en el Conservatorio Nacional Superior de Música de París, antes de ingresar el Banff Centre School of Fine Arts (Canadá).
Ha tocado con Calgary Philarmonic Orchestra, la Orquesta Filarmónica de la Ciudad de México con Marco Parisotto, la Orquesta Filarmónica de San Petersburgo

## Discografía selecta
- Isaac Albéniz: Iberia, 2CD. (Calliope, Harmonia Mundi)
- Paul Dukas: Integral de la obra para piano. (Calliope, Harmonia Mundi)
- Robert Schumann: Toccata, Davidsbündlertänze, Humoreske. (Calliope, Harmonia Mundi)
- Ludwig van Beethoven: Sonatas op. 101 y op. 106. (Calliope, Harmonia Mundi)
- Robert Schumann. (Naxos).
- Gustave Samazeuilh: The complete works. (Naxos).
- Manolis Kalomiris: The complete piano works. (Naxos).

## Di
- Datos: Q3350911